# I Feel Alive
«I Feel Alive» (с англ. — «Я чувствую себя живым») — песня израильского певца Имри Зива, представленная на конкурсе «Евровидение-2017» в Киеве.

## Евровидение
2 января 2017 года Израиль начал свой национальный финал «HaKokhav HaBa L’Eurovizion 2017» конкурса песни Евровидение 2017. Шоу длилось несколько недель и закончилось 13 февраля 2017 года, когда Зив получил самые высокие оценки от общественности и бы объявлен победителем. В качестве победителя он получил право представлять Израиль на Евровидении 2017 года и начал работать над созданием своей записи в Евровидении. 26 февраля выяснилось, что его песня будет называться «I Feel Alive». Песня была выпущена 9 марта. Израиль соревновался во второй половине второго полуфинала на Евровидении.

## Композиция
| №  | Название                         | Длительность |
| -- | -------------------------------- | ------------ |
| 1. | «I Feel Alive» (אירוויזיון 2017) | 3:00         |